# Битва при Аламане
Битва при Аламане (греч. Μάχη της Αλαμάνας) — одно из сражений греческой войны за независимость от Османской империи, произошедшее (23 апреля 1821 г.).

## Предыстория
В феврале отряды Филики Этерия во главе с Александром Ипсиланти начали военные действия в придунайских княжествах. В марте восстал Пелопоннес, и 23 марта повстанцы вошли в город Каламату. Теодорос Колокотронис приступил к организации осады Триполицы, турецкого оплота на полуострове.
27 марта клефт Панургиас вошёл в город Амфису и блокировал турок в крепости. 28 марта Скалцас поднял восстание в Лидорикионе. 29 марта Атанасий Дьяк вошёл в Левадию, турки заперлись в крепости, но через день крепость пала. 1 апреля Василис Бусгос, посланный Дьякосом, поднял восстание в Фивах. 6 апреля Янис Диовуньотис начал осаду крепости Будуницы. 10 апреля Панургиас овладел крепостью города Амфисы. Оставив Панургиаса осаждать крепость Будуницу, Атанасий Дьяк направился к Фермопилам.
Губернатор Мореи (Пелопоннес) Хуршид Ахмед-паша, бывший с войсками возле Янины, направил через Патры Мустафу-бея с 4 тысячами албанцев к Триполису. С северо-восточного направления, из Фессалии, Хуршид направил более 8 тысяч пехотинцев и тысячу кавалеристов под командованием Кесе-мехмета и албанца Омера Вриони. Перед Кесе-мехметом стояла задача пройти через восточную часть Центральной Греции, подавляя восстание, и через Коринфский перешеек направиться к Триполице и снять её осаду. Хуршид был уверен в успехе и назначил вместо себя Кесе-мехмета временным правителем Пелопоннеса.

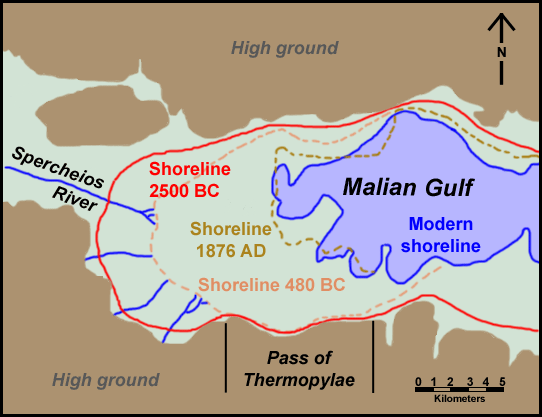
Изображение древней и современной береговой линии залива Малиакос, и реки Сперхио́с (Аламана)

## Перед сражением
Трое местных греческих военачальников, собравшихся 20 апреля на военный совет, могли только предполагать, каким путём пойдут турецкие войска, и приняли решение попытаться остановить турок севернее Фермопил. Выдвинутые к равнине позиции лишали их ряда преимуществ и позволяли туркам задействовать свою кавалерию, но перекрывали туркам обе дороги на юг. Панургиас и епископ Исаия Салонский с 600 повстанцами из Амфисы заняли позицию у высоты Халкоматы (Χαλκομάτα). Янис Диовуньотис с 400 повстанцами из окрестных сел — мост на реке Горгопотамос. Атанасиос Дьяк с 500 повстанцами из Левадии занял позицию на равнине у моста реки Аламана. 1500 повстанцев должны были противостоять 9 тысяч турок и албанцев Кесе-мехмета.
Как и в древности, Фермопилы оставались практически единственным проходом из Фессалии в восточную часть Средней Греции. Но за многие века, к началу XIX века, к северу от Фермопил море отступило, из-за наносов реки Аламаны (Сперхиоса), что изменило береговую линию залива Малиакос и в меньшей степени теснину Фермопил как таковую. В начале века существовала также более длинная обходная горная дорога в центр Средней Греции, через ответвление которой можно было выйти к Левадии, а затем к Афинам, где повстанцы осаждали Афинский Акрополь. 

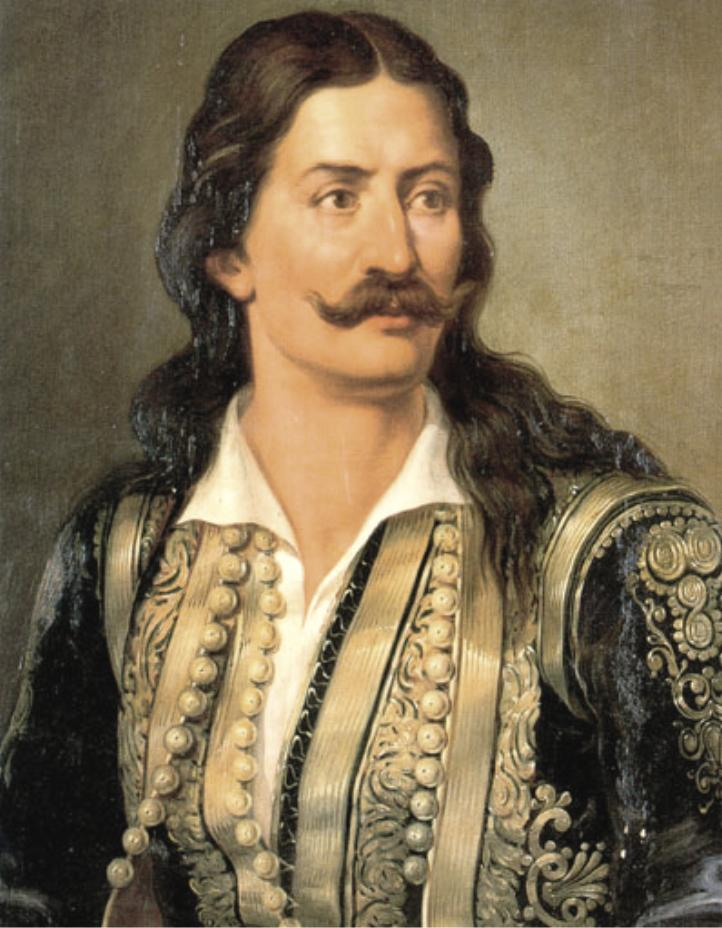
Афанасий Дьяк. Художник Дионисиос Цокос

## Начало сражения
23 апреля Омер Вриони с авангардом выступил из Лианокладиона и атаковал Диовуньотиса и Панургиаса. Первым отступил Диовуньотис, оставив мост Горгопотамоса и отойдя в горы. Панургиас на своей позиции пытался оказать сопротивление, но после ранения командира его люди бежали; в бою также погиб епископ Исайя.
Основные турецкие силы сосредоточились против греческих позиций у моста Аламаны. Начальное соотношение сил с 1:6 изменилось на 1:18. Атанасий Дьяк, которого шотландский историк Джордж Финлей именовал «мужем/человеком заслуженно прославившимся за свою отвагу и патриотизм» остался один со своим отрядом против 9 тысячи турок.

## Ход сражения
Решение Дьяка не оставлять позиции и принять бой с многократными силами противника до последнего и учитывая место сражения, историки, начиная с современников Дьака и далее (Ф. Пуквиль, Х. Перревос, С. Трикупис — "Дьяк и немногочисленные его соратники осознавали что там погиб Леонид, Г. Г. Гервинус — «Дьяк и его соратники принесли в жертву свои жизни, помня о великой исторической сцене где они сражались»)и др. связали последний этап сражения Аламаны с Фермопильским сражением и охарактеризовали Дьяка «Новым Леонидом».
Когда все силы турок обрушились на повстанцев Дьяка, он во главе 300 повстанцев держал оборону на позиции Порья. Около 200 повстанцев держали оборону непосредственно вокруг моста. 
  
Дьяк получил пулевое ранение в правое плечо, Бусгос остался живым рядом с ним и продолжил сражаться. Но отчаяние Бусгоса стало «чудом»: он сумел пробиться через строй турок и выжить. Раненного Дьяка взяли в плен. Защитники корчмы ещё держались. Когда около корчмы провели пленного Дьака, они бросились спасать командира и были убиты.
24 апреля Дьяк был привезен в Ламию. Ему было предложено в обмен на жизнь стать мусульманином, после чего он получил бы высокое звание. На что он ответил: «Я родился греком и умру греком». Получив отрицательный ответ, Омер Вриони немедленно приказал казнить его.

## После сражения
После Аламаны Омер Вриони медлил неделями и в конечном итоге решил обойти Фермопилы и идти на юг горной дорогой. На его пути 8 мая встал Одиссей Андруцос с сотней бойцов, в числе которых был последний соратник Дьяка, Василис Бусгос, и несколько выживших при Аламане бойцов. Турецкие потери были несравненно бо́льшими нежели при Аламане, но пока турки ожидали прибытие артиллерии, сотня Андруцоса ночью прорвалась с боем. Омер Вриони и Кёсе Мехмет вновь медлили, только 26 июня взяли Левадию (её крепость сдалась 28 июня) и, наконец, 19 июля подошли к Афинам и сняли осаду Афинского Акрополя, установленную повстанцами.
Омер-Вриони ожидал подкреплений, выступивших с севера 20 августа. Но повстанцы, в числе которых были и многие участники начального периода сражения при Аламане, и тот же Бусгос с выжившими бойцами Дьяка, разгромили при Василика, севернее места гибели Дьяка, колонну Бейрана-паши.
Омер-Вриони не решился идти дальше к Коринфскому перешейку, что придало самопожертвованию Дьяка не только символическое и моральное значение, но в конечном итоге и сугубо военное. 4 ноября повстанцы вновь вступили в Афины и вновь осадили Акрополь.

## Оценки сражения. Память

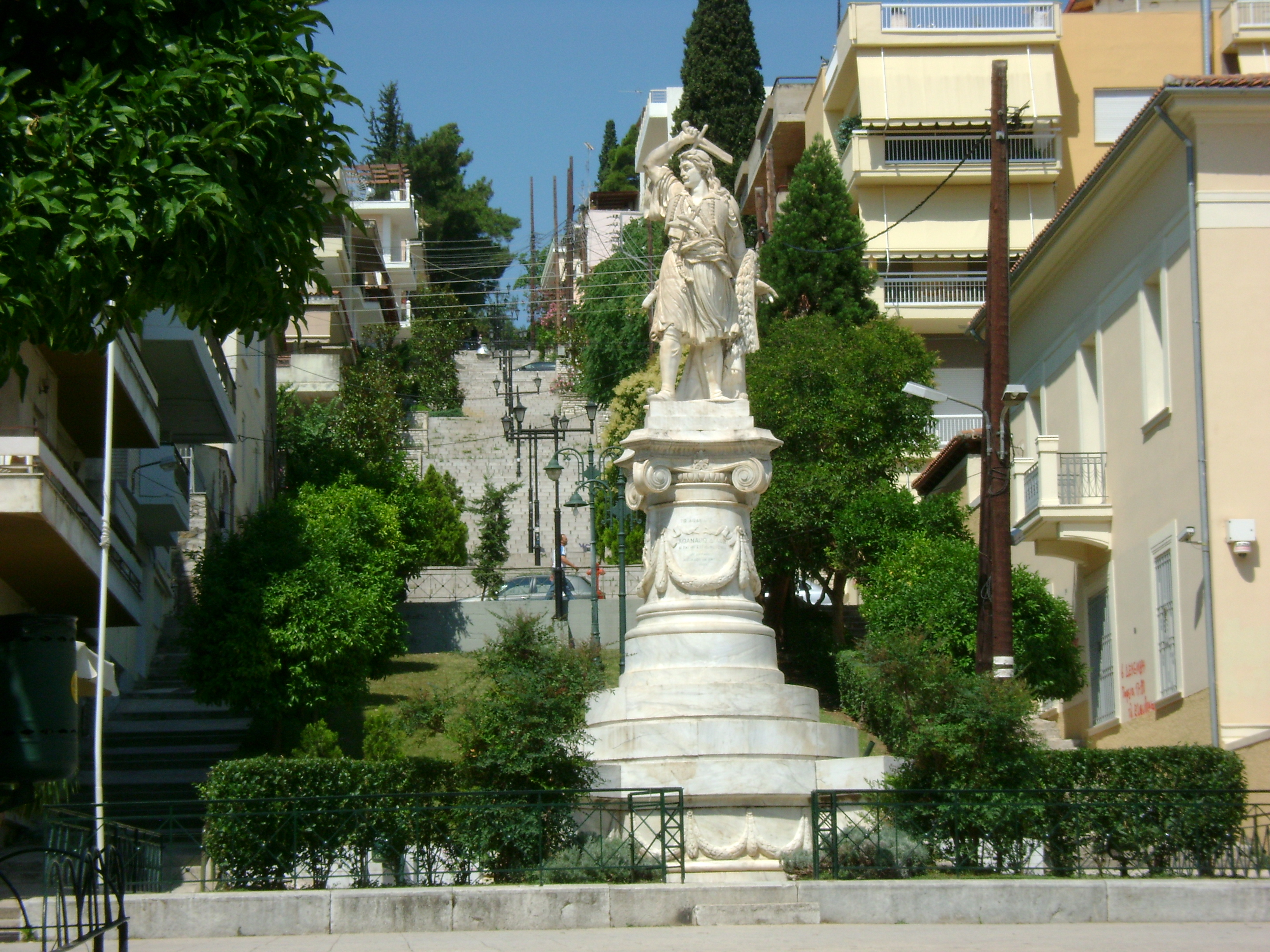
Памятник Афанасию Дьяку в Ламии

Сражение при Аламане было отмечено характерными, в особенности в начальный период войны, проблемами и недостатками греческих повстанческих отрядов — местничеством, отсутствием центрального командования и субординации, отсутствием боевого опыта у большинства повстанцев а также дисциплины.
Современный греческий историк Стефанос Папагеоргиу пишет, что «поражение при Аламане опрокинуло все предыдущие успехи повстанцев на востоке Средней Греции» и понадобился ряд боёв чтобы восстановить контроль повстанцев над этим регионом к осени 1821 года.
Тот же Папагеоргиу пишет, что несмотря на поражение, самопожертвование Дьяка и его соратников на последнем этапе сражения при Аламане, обеспечило этому сражению «видное место в коллективной памяти греческого народа».
Как следствие, сражение при Аламане, «героев гордость во славу Господа», как его именует поэт Костис Паламас, многократно отмечены в греческой литературе и изобразительном искусстве.
Множество памятников Дьяку установлены по всей стране, включая памятник у моста Аламаны, памятник в Ламии (где он был казнён), бюст Дьяка в числе бюстов самым видным героям Освободительной войны на Марсовом поле в Афинах.